# Mainhang an der Vogelsburg
Der Mainhang an der Vogelsburg ist ein Naturschutzgebiet auf den Gemarkungen der Volkacher Gemeindeteile Escherndorf und Astheim im Landkreis Kitzingen, sowie auf der Gemarkung von Eisenheim im Landkreis Würzburg in Unterfranken.

## Lage
Das Naturschutzgebiet befindet sich im äußersten Westen des Volkacher Gemeindegebietes und im Süden des Gebietes von Eisenheim. Auf Volkacher Gebiet berührt das Schutzgebiet die Gemarkung des Gemeindeteils Astheim, bevor es über die Flur der Vogelsburg auf die Gemarkung von Escherndorf übergeht. Das Naturschutzgebiet läuft im Osten in der Gemarkung von Untereisenheim aus.
Das Areal wird im Norden vom Main begrenzt, der dort eine Schleife bildet. Im Westen und Osten rahmen Felder das Schutzgebiet ein, während im Süden die Mainschleifenbahn die Grenze des Naturschutzgebietes bildet.

## Beschreibung
Mit Beschluss vom 7. Oktober 1993 wurde das Naturschutzgebiet an der Vogelsburg mit einer Fläche von etwa 53 Hektar ausgewiesen. Das Bayerische Staatsministerium für Umwelt und Verbraucherschutz ordnete dem Schutzgebiet die Katasternummer NSG-00454.01 zu. Das Schutzgebiet ist Bestandteil des Netzwerkes Natura-2000 und gehört zum Schutzgebiet Maintal zwischen Schweinfurt und Dettelbach mit der Nummer DE6027471. Außerdem ist das gesamte Areal als Vogelschutzgebiet und Flora-Fauna-Habitat ausgewiesen.
Schutzgegenstand ist der nördliche Prallhang am Fuße der Vogelsburg mit Hangwald, Halbtrockenrasen, Verbuschungsflächen und den Biotopen am Mainufer. Der Prallhang ist auch als Geotop mit der Nummer 675R004 als Teil der Volkacher Mainschleife eingetragen. So ist ein Schutzzweck auch die Erhaltung der charakteristischen Mainschleife.